# Tepetlacingo, Olinalá
Tepetlacingo är en ort i Mexiko.   Den ligger i kommunen Olinalá och delstaten Guerrero, i den sydöstra delen av landet, 170 km söder om huvudstaden Mexico City. Tepetlacingo ligger 1 344 meter över havet och antalet invånare är 653.
Terrängen runt Tepetlacingo är lite bergig. Runt Tepetlacingo är det ganska glesbefolkat, med 28 invånare per kvadratkilometer. Närmaste större samhälle är Olinalá, 15,9 km söder om Tepetlacingo. I omgivningarna runt Tepetlacingo växer huvudsakligen savannskog.